# Makay Béla
Makay Béla (Fülesd, 1939 – Túristvándi, 2016. július 28.) magyar pedagógus, író.

## Életpályája
1939-ben született a Szatmár megyében, az Erdőháti Fülesden. Félárván nőtt fel, édesanyja hatalmas erőfeszítéseinek köszönhette, hogy tanulhatott, és tanítói diplomát szerezhetett Nyíregyházán. Első munkahelye egy Csaholc határában levő tanyasi iskola volt, ahonnan majd egy évtized után szintén pedagógus feleségével egy másik tanyasi iskolába, Ricsikára került tanítani. A néprajzi gyűjtést már ott elkezdte, ami aztán Túristvándiba kerülésekor teljesedett ki igazán. A Túr parti faluba kerülve a népi halászat legnagyobb hazai ismerője lett. Népi gyógyászattal, gyógynövényekkel foglalkozó könyvei pedig mind a mai napig a terület alapművei.
Túristvándiban hunyt el, 2016. július 28-án.

## Főbb munkái
- Szabadtűzön (1984)
- Bográcsban, parázson (1988)
- Népi gyógyítások Szatmárban (Makay Béla – Kiss József, Budapest, 1988))
- Gyógyítás fűvel-fával (Debrecen)
- Túristvándi
- Mesél erdő, mező (1998, Debrecen) ISBN 9639081914